# Вулиця Праведників світу (Біла Церква)
Вулиця Праведників світу  — одна з вулиць у місті Біла Церква. 
Бере свій початок з вулиці Привокзальна і закінчується виходом до вулиці Богдана Хмельницького, знаходиться у центральній частині міста.